# Phasis thysbe
Phasis thysbe är en fjärilsart som beskrevs av Carl von Linné 1764. Phasis thysbe ingår i släktet Phasis och familjen juvelvingar. Inga underarter finns listade i Catalogue of Life.